# Malthe Engelsted
Malthe Odin Engelsted (ved dåben: Malta Odin, født 8. august 1852 på Nivaagaard, Nivå, død 21. december 1930 i Fakse Ladeplads) var en dansk kunstmaler og cand.phil.. Han var sønnesøn af Niels Engelsted.
Efter at være blevet student 1870 og have studeret teologi i 3 år besøgte han Kunstakademiet fra 1874-79 og udstillede første gang på forårsudstillingen i 1880. Den Neuhausenske Præmie blev ham tilkendt 1883. Dels for egne midler, dels på Akademiets stipendium foretog han 1881, 1883 og 1887-89 studierejser i Tyskland, Holland, Belgien, Frankrig, Italien og Grækenland. Det psykologiske er hovedstyrken i Engelsteds kunstneriske virksomhed og giver hans arbejder et særligt værd, hvad enten det fremtræder med fin humor eller dyb følelse. Med meget lune har han f.eks. skildret det gamle ægtepar i Dominospillere (1881) og ypperlig karakteriseret de gamle kavalerer i L'hombre (1887). At Engelsted råder over en dyb, alvorlig følelse, har han vist i Sara vækker Isak til Afrejsen til Moria Bjærg (1884) og i det lille, men af indhold så betydelige billede Christus og Nicodemus (1887). Det åndelige foredrag i hans arbejder støttes af en korrekt tegning og en solid teknik. Koloriten er i overensstemmelse med emnet: lys og smilende i Damerne drikke med Onkel (1885), ligefrem glimrende i En Malerinde i sit Atelier (1887) og alvorlig i de bibelske billeder. 
Han er begravet på Fakse Kirkegård.